# Delta del Yukon-Kuskokwim
El delta del Yukon-Kuskokwim és un delta fluvial situat a la desembocadura dels rius Yukon i Kuskokwim, al mar de Bering, a la costa oest d'Alaska, Estats Units. Amb una superfície aproximada de 129.500 km², és un dels deltes més grans del món. El delta està cobert principalment per tundra i forma part del Yukon Delta National Wildlife Refuge.
Al delta hi viuen uns 25.000 habitants, principalment yupiks i athabascans, sent Bethel, el principal nucli de població i centre de serveis de la zona.
La zona del delta no té carreteres. Només s'hi pot arribar amb avió, vaixells a l'estiu i motos de neu a l'hivern.